# Emi Kusano

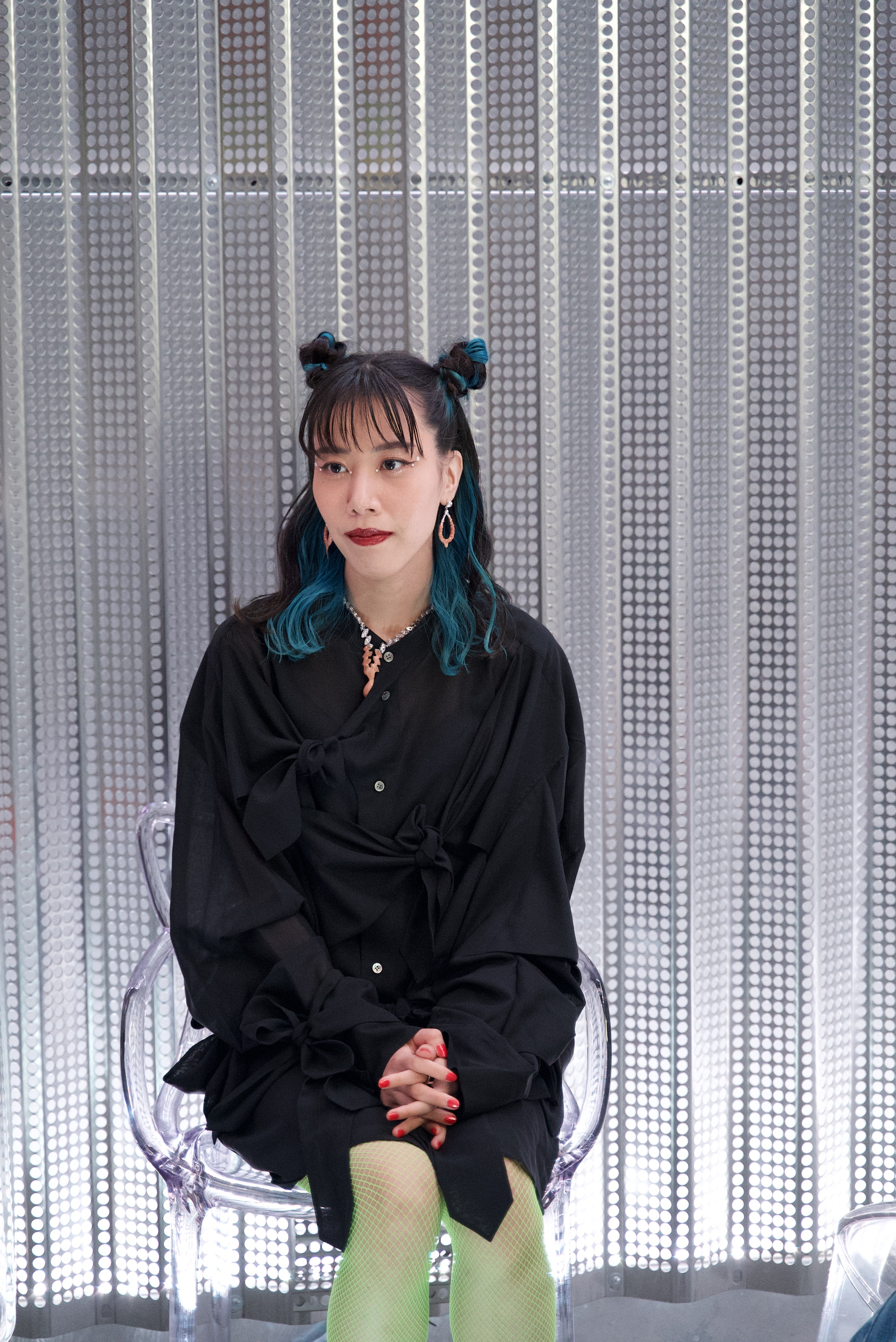

Emi Kusano (japanisch 草野 絵美 Kusano Emi; geboren am 4. August 1990) ist eine interdisziplinäre japanische Künstlerin aus Tokio. Sie ist bekannt für ihren durch KI belebten Retro-Futuristischen Kunststil. In Zusammenarbeit mit dem Auktionshaus Christie’s New York und der Modemarke Gucci präsentierte sie ein von KI erzeugtes 3D-Kleid.
Nebenbei arbeitet Kusano als Teilzeit-Dozentin an der Universität der Künste Tokio und ist die Musikproduzentin / Sängerin der Retrowave Band Satellite Young. Ihre Kunstwerke und Installationen wurden schon weltweit in den folgenden Institutionen ausgestellt: 21st Century Museum of Contemporary Art, Kanazawa, Museum für zeitgenössische Kunst Tokio, Saatchi Gallery und Victoria and Albert Museum, London.
Sie ist Mitbegründerin des über Crowdfunding finanzierten Anime-Studios „Shinsei Galverse“, das eine Gesamt-Transaktionssumme von 5.895,767 ETH (ca. 10 Millionen Dollar) verzeichnete, was den bedeutenden Einfluss des Studios auf den Blockchain-Kunstsektor verdeutlicht.

## Fotografie
Kusano ist in Tokio geboren und aufgewachsen, ihre Karriere begann sie in der Oberstufe, als sie in den 2000er Jahren in der Straßenmode-Fotografie-Szene tätig wurde. Ihre Fotos, die sie hauptsächlich in Harajuku schoss, wurden in den folgenden Publikationen veröffentlicht: Japanese Streets, Metropolis und CNNs Reiseführer-Magazin CNNGO, WGSN. Ihre Fotografie wurde auch im FIT Museum New York und im Victoria and Albert Museum London ausgestellt.

## Werdegang

### Arbeit an Musik und Installation
In Zusammenarbeit mit BelleMaison Sekine führt Kusano seit 2014 die Retrowave-Musikgruppe Satellite Young, in dem sie als Hauptsängerin stilistisch die „Idol“ Kultur der 1980er Jahre, mit Texten vermischt, die gegenwärtigen Probleme anspricht. Produkt-Vergreisung („Sony Timer“), Online-Dating, Künstliche Intelligenz und Soziale Medien sind hierbei die Hauptthemen. Durch die begriffliche Tiefe ihrer Musik erlangte die Gruppe international Anerkennung in Nischen. Satellite Young zeigten an mehreren Musikfestivals, unter anderem South by Southwest, ihre einzigartige Fusion von Retro-Ästhetik mit Kritik an der modernen Weltordnung.
2018 wurde Kusano ausgewählt, um an dem interdisziplinären Art Hackathon "Art Hack Day" im Miraikan teilzunehmen. Dort gewann sie mit einer von KI gesteuerten Karaoke Maschine namens „Singing Dream“ den Jurypreis.
„Instababy Generator“, eine 2019 gefertigte und von Junichi Yamaoka mitgestaltete Installation erkundete das Konzept „Designer Babys“ und gewann somit einen Anerkennungspreis der SIGGRAPH Galerie.
Im Oktober 2020 veröffentlichte Kusano unter dem Namen Emi Satellite ihre erste Single als Solo-Sängerin namens Glass Ceiling. In dem Lied spricht Kusano Alltagsprobleme von Frauen an, ruft zu deren Ermächtigung auf und fordert sozialen Fortschritt. In dem Musikvideo werden die zerbrechlichen Figuren eines Bishōjo Videospiels (eine Art Dating Simulator) durch starke weibliche Figuren ersetzt. Dieses Konzept wurde dann später zum Prototyp für die „Shinsei Galverse“.

### Herausforderungen der Blockchain Kunst
2021 erkundete sie durch ihre Single IPO die Finanzwelt und erreichte den NFT Bereich mit Love Is an IPO ihr erstes Ethereum NFT Werk, das es auf der Platform Foundation zu kaufen gab.
Im April 2022 gründete sie das durch Crowdfunding finanzierte Anime-Projekt „Shinsei Galverse“ zusammen mit Ayaka Ohira, Devin Mancuso und Jack Baldwin. Sie ist im Rahmen des Projekts als Exekutivdirektorin tätig und leitet sowohl die kreative Ausrichtung als auch die Gestaltung der Geschichte.
Die aus 8.888 NTFs bestehende Sammlung saß mehrere Tage lang auf Platz 1 von Open Seas „Top NTFs“ Liste und zeichnet sich somit als eins der ersten erfolgreichen Japanischen NFT Kunst Projekte aus. Im Jahre 2023 produzierte Shinsei Galverse das offizielle Musikvideo für die Single i like u der Grammy-nominierten Sängerin Tove Lo.
Kusano nahm auch bei Diskussionen zu Web 3.0 und Blockchain in Seminaren als Gastsprecherin teil, die vom Digitalen Amt Japans veranstaltet worden sind.

### KI-Kunst
Im Mai 2023 verkaufte sich Kusanos erste KI-Kunstsammlung namens „Neural Fad“ binnen 24 Stunden in der „Bright Moments“ Tokyo Galerie aus. Die 100 Werke der Sammlung zeigten eine neu erfundene Geschichte der Mode.
Im Juni erzeugte Kusano WWDJAPANs erstes von KI generiertes Magazincover mit Hilfe ihres eigenen Gesichts. Es gilt als erstes KI-Cover der japanischen Mode-Medienwelt.
Sie wurde zudem auch in den Unterausschuss für Urheberrechtsschutz des Amts für kulturelle Angelegenheiten eingeladen, wo sie sich bei Diskussionen um Urheberrechte und die Benutzung von KI äußerte.
Ihre Serie von Selbstporträts mit dem Titel „Synthetic Reflections“ wurde erstmals auf SuperRare veröffentlicht, wo das erste Werk für 3.5 ETH versteigert wurde (ca. 6480 US-Dollar).
Im Juli 2023 gab sie mit Claire Silver ein von KI erzeugtes 3D Kleid im Rahmen der „Future Frequencies“ Auktion des Auktionshauses Christie’s zur Ausstellung. Die Auktion fand in Zusammenarbeit und mit der Unterstützung des Modehauses Gucci statt.
Im September wurde ihre 30. Werk-Sammlung „Pixelated Perception“ in Art Blocks Marfa und im 21st Century Museum of Contemporary Art, Kanazawa zur Ausstellung gebracht. Die Sammlung befasste sich thematisch mit den Medien Japans und der Rolle des Geschlechts in den 1990er Jahren.
Im Dezember verschweißte sie Technologie mit japanischem Animismus in ihrer KI-Kunstsammlung „Techno-Animism“. In Kollaboration mit einer Galerie in den Vereinigten Staaten zeigte sie insgesamt 336 Werke während einer zweiwöchigen Art Basel Welttour. In diesen zwei Wochen verkaufte sie alle 336 Werke mit einem Gesamtumsatz von 11,2 ETH (damals circa 21.264 US-Dollar).

### Generative Kunst
Im Februar 2024 wurde ein Werk Kusanos namens „Melancholic Magical Maiden“ für die „Kuration“ Kategorie der Generativ Kunst Platform Art Blocks ausgewählt. Dieses Werk verwendet die ästhetischen Elemente eines „Magical Girl Animes“ aus den 1990er Jahren neu um an Anime Heldinnen aus der Vergangenheit Kritik zu üben. Innerhalb einer Stunde war das Kunstwerk komplett verkauft, mit einem gesamten Umsatz von 57 ETH (damals ca. 215.385 US-Dollar).

## Stil und Technik
Kusano zieht für die Basis ihrer Kunst Inspiration vom japanischen Retro-Futurismus, der die Vorderfront der technologischen Entwicklung in den Fokus stellt. Ihre Vorgehensweise bezieht sich hauptsächlich auf eine Nostalgie, die aus der Zeit vor dem Internet stammt, spezifisch gesagt die Nachkriegszeit, in dem japanische Medien viel Einfluss hatten.
Indem sie moderne Technologie mit Retro-Kultur vermischt, fängt Kusano komplexe Gefühle wie Liebe, Hass, die Ambivalenz zur Gegenwart und die Beschleunigungs-Sucht der Zukunft ein. Während Kusano studierte, fand sie unglaubliche Inspiration an Naoki Sakai, einem Industriedesigner, der als Gründer des Retro-Futurismus gilt. In ihrer Musikgruppe „Satellite Young“ verkleidet sich Kusano als ein weibliches „Idol“ aus den 80er Jahren und singt von moderner Technologie. In ihrer Installation „Singing Dream“ erkundet sie das seit den 1980er Jahren beliebte Konzept einer künstlichen Lebensform in einer Karaoke-Maschine, die Menschen dazu zwingt zu singen. In ihrem NFT-Kunst-Projekt „Shinsei Galverse“ vereint Kusano Elemente von weiblichen Magie-Wesen aus der frühen Heisei-Zeit mit Elementen von Cyberpunk Animes, die hauptsächlich weibliche Figuren zeigen.

## Privatleben
Kusano hat zwei Söhne. Im August 2021 veröffentlichte sie die Zombie-Zoo-Keeper-Pixel-Kunst ihres älteren Sohns auf OpenSea als Teil seines Sommer-Projekts. Teile des Kunstwerks wurden von verschiedenen erhabenen Persönlichkeiten gekauft, wie Brud-CEO Trevor McFedries und Steve Aoki, der für einen Teil eine Summe von 21.820 US-Dollar zahlte. All das zeigt die Zusammenkunft von Kunst, Technologie und Familie in ihrer Arbeit.

## Bibliographie
- Neo Parenting, Developing Intellectual Curiosity with Parents and Children (März 2022, CCC Media House, Japanisch)
- Let's touch the science in the future! Ouchi-Jikken-go (März 2022, CCC Media House, Japanisch)

## Ausstellungen
- Japan Fashion Now (April 2011, Fashion Institute of Technology, New York)[31]
- Four Alchemists Method (Januar 2012, Seibu Department Store Art Space)
- Shibukaru Festival (Oktober 2012, Parco Museum)
- Art Hack Day (März 2018, National Museum of Emerging Science and Innovation)
- Kimono: Kyoto to Catwalk (August–Oktober 2020, Victoria and Albert Museum)[32]
- Hello my name is NFT (September 2022, Laforet Museum)
- Tokyo Digital Art Gallery (Oktober 2022, ARTFACTORY Jonan Island)
- Bright Moments Tokyo (Mai 2023, Shibuya Parco)
- Non Fungible Conference (Juni 2023, Carlos Lopes Pavilion)
- Christie’s 3.0 presentiert Future Frequencies: Explorations in Generative Art and Fashion in collaboration with Gucci (Juli 2023, Rockefeller Center)
- The Gateway Korea (September 2023, SFACTORY)
- E-Motions (September 2023, UNIT London)
- FEMGEN Art Blocks Marfa (September 2023, Glitch Gallery)
- DXP (Digital Transformation Planet): Towards the Next Interface (Oktober 2023, 21st Century Museum of Contemporary Art, Kanazawa)
- All Star Collections vol1 (Oktober 2023, Saatchi Gallery)
- Gateway Art Basel Miami (Dezember 2023)
- DXP (Digital Transformation Planet) - Toward the Next Interface (Oktober 2023, Kanazawa 21st Century Museum of Art)
- Neural Fad: AI dreams Nostalgia, “NIPPON TV IMAGINARIUM AWARD 2023” Preis Jury Presentation, veranstaltet von NIPPON TV, (Dezember 2023, Museum of Contemporary Art Tokyo)
- DXP2 (Digital Transformation Planet) - Toward the Next Interface (März 2023, Kanazawa 21st Century Museum of Art)

## Diskographie
- Glass Ceiling (Oktober, 2020)
- Love is an IPO (März, 2021)

## Film und TV-Auftritte

### Werbung
- Santen Pharmaceutical, Sante PC, TV Werbeauftritt[33]
- Adobe Premiere Rush CC Online-Auftritt und Titellied[34]
- Google Pixel Buds Auftritt in der Filiale und Titellied[35]

### Auftritte
Fernsehen
- SENSORS (18 April 2018 -, BS NTV, reguläre Auftritte als Assistenz MC)
- Reiwa Net Theory "NFT & Metaverse" (März 2022, 19, NHK E Tele, Studio Auftritt)
- Reiwa Net Theory 10min. "Change with NFT! Art & Entertainment" (März 19, 2022, NHK E-tele, trat als as Dozentin und MC auf)
- Reiwa Net Theory "WEB3 Part 1" (Juni 2022, 25, NHK E Tele, Studio Auftritt)
- Reiwa Net Theory "WEB3 Part 2" (Juli 2022, 1, NHK E Tele, Studio Auftritt)
- Sukkiri (Von 29 Juli 2022, NTV, regulärer Auftritt als Kommentatorin)

Radio und Podcast
- Audible Original Technolo-Juku (November 2023, -, Amazon Audible, MC)

Zeitung
- Japan Times (März, 2017)
- Nikkei (März, 2018)
- WWD JAPAN (Juni, 2023, Cover)